# Gaswäscher
Ein Gaswäscher (englisch scrubber), Nassabscheider oder Absorber ist ein verfahrenstechnischer Apparat, in dem ein Gasstrom mit einem Flüssigkeitsstrom in Kontakt gebracht wird, um Bestandteile des Gasstroms in der Flüssigkeit aufzunehmen. Bei den übergehenden Bestandteilen des Gasstromes kann es sich um feste, flüssige oder gasförmige Stoffe handeln. Als Waschflüssigkeit (chemisch das Absorbent) können reine Lösungsmittel wie Wasser, aber auch  Suspensionen wie Kalkmilch (Rauchgasentschwefelung), eingesetzt werden. Gaswäscher können zeitgleich zur Entstaubung und zur Abscheidung von Schadgasen verwendet werden. In der Regel muss ihnen noch ein Tropfenabscheider nachgeschaltet werden.

## Aufbau

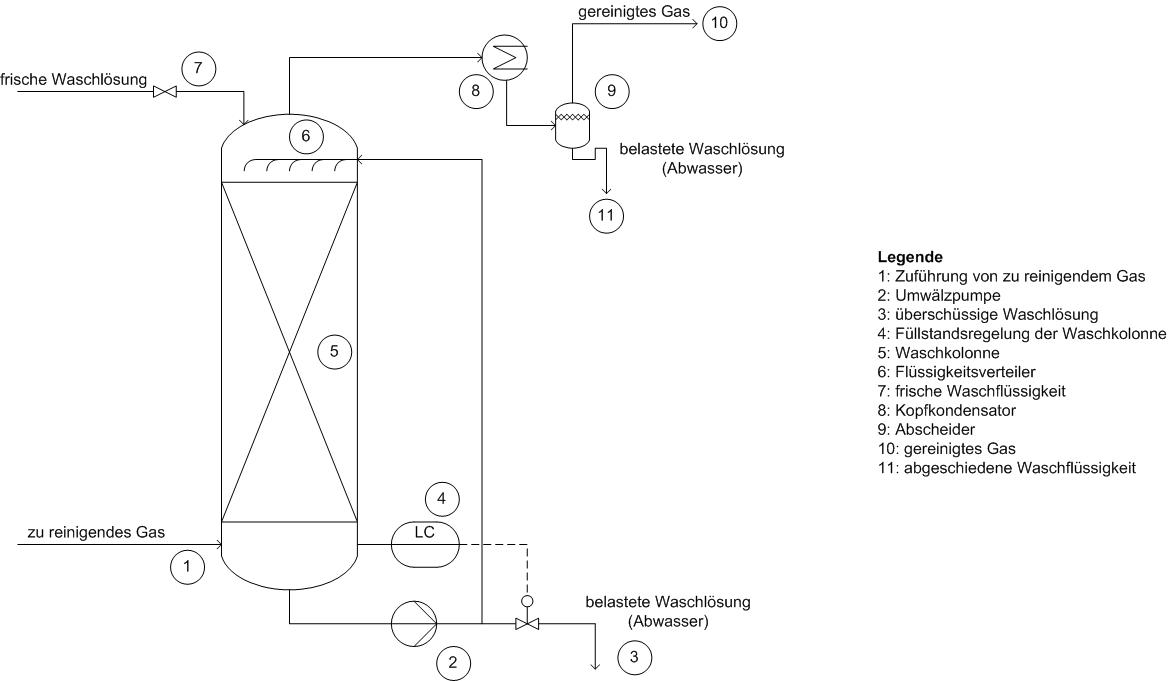
Fließbild einer Gaswäsche (im Allgemeinen)

In vielen Bauformen gliedert sich der Gaswäscher in sechs Bereiche. Von unten nach oben haben sie folgende Aufgabe:
- im Sumpf des Gaswäschers sammelt sich die Waschflüssigkeit und wird zurück in den Wäscherkreislauf geführt oder abgezogen,
- im Gaszulauf wird das Gas aufgegeben und durch geeignete Strömungsführung (z. B. durch Einbauten) eine gleichmäßige Beaufschlagung des Innenraumes erreicht,
- in der Kontaktstrecke findet das Auswaschen der sich im Gasstrom befindenden Bestandteile statt,
- in der Waschflüssigkeitaufgabe wird die Waschflüssigkeit aufgegeben und verteilt,
- im Tropfenabscheider werden mitgerissene Bestandteile der Waschflüssigkeit abgeschieden und
- im Kopf verlässt der gereinigte Gasstrom den Gaswäscher.

## Bauformen
Gaswäscher lassen sich nach verschiedenen Kriterien unterscheiden. Unterscheidungsmerkmale sind unter anderem
- das etwaige Vorhandensein von Einbauten und die Frage, ob diese beweglich oder statisch sind,[2]
- der Energieeintrag zur Erzeugung einer großen spezifischen Oberfläche der Waschflüssigkeit (ob durch die Waschflüssigkeit, das Gas oder bewegliche Einbauten),[3]
- der spezifische Bedarf an Waschflüssigkeit,[4]
- die strömungstechnische Konzeption.[5]

Zu den bekanntesten Bauformen der Gaswäscher zählen:
- Tauchwäscher (Blasensäule)
- Sprühwäscher
- Füllkörper- oder Bodenkolonne
- Strahlwäscher
- Wirbelwäscher
- Rotationswäscher
- Venturiwäscher

Daneben gibt es Sonderformen, die häufig Abwandlungen der oben genannten Bauformen sind oder mit anderen Verfahren kombiniert werden. Dazu zählen sogenannte Kondensations- und Ionisationswäscher.

## Funktionsprinzip
Der Wäscherbetrieb zielt darauf ab, für einen möglichst guten Stoffübergang eine möglichst große Flüssigkeitsoberfläche zu erzeugen. Dies kann durch das Erzeugen von Blasen oder Tropfen oder durch das Berieseln von festen Oberflächen erfolgen. Zur Erzeugung einer vergrößerten Flüssigkeitsoberfläche ist der Einsatz von Energie notwendig. Diese kann in Form von Druckverlust des strömenden Gases, wie beispielsweise beim Venturiwäscher, in Form von kinetischer Energie der Waschflüssigkeit (Strahlwäscher) oder über bewegliche Einbauten (Rotationswäscher) eingebracht werden.
Werden Tropfen erzeugt, so nehmen diese vergleichsweise schnell die Geschwindigkeit des sie umgebenden Gases an.

### Besonderheiten bei der Absorption
Zur theoretischen Beschreibung der Absorptionsvorgänge kann auf die Ansätze von Raoult und Henry zurückgegriffen werden. Der Gaswäscher funktioniert ähnlich wie die Rektifikationskolonne durch wiederholte Misch- und Trennvorgänge der flüssigen und gasförmigen Phase mit Bildung von Phasengleichgewichten. Flüssig- und Gasphase können im Absorber im Gleich-, Kreuz- oder Gegenstrom geführt werden.
Die Effizienz der Gaswäscher wird bestimmt durch 
1. die Kontaktzeit,
2. Oberfläche der Waschflüssigkeit,
3. die Diffusionsstrecke in der Gasphase,
4. die Konzentrationsdifferenz zwischen Gasphase und Flüssigphase bzw.
5. einer zugemischten Chemikalie, die als Reaktionspartner für den absorbierten Stoff dient.[10]

Die Effizienz kann daher gesteigert werden durch 
1. eine größere Verweildauer,
2. eine Maximierung der Oberfläche der Waschlösung durch den Einsatz spezieller Düsen, Einbauten und Füllkörper oder
3. eine Absenkung der Konzentration in der Flüssigphase durch mehr Waschflüssigkeit oder eine chemische Reaktion.

Bei der Absorption von Gasen ist mit der Freisetzung von Wärme zu rechnen. Bei höheren Schadgaskonzentrationen ist dieser Umstand bei der Auslegung des Wäschers zu berücksichtigen. Chemische Reaktionen der Gasbestandteile mit der Waschflüssigkeit können zu Verkrustungen an Oberflächen und Einbauten führen. Beim Einsatz von Düsen, wie z. B. beim Sprühwäscher, ist mit deren Verstopfung zu rechnen. Zur Vermeidung zusätzlicher Emissionen sollte die Waschflüssigkeit einen niedrigen Dampfdruck aufweisen.

### Besonderheiten bei festen oder flüssigen Bestandteilen im Gas
Nassabscheider zur Abscheidung von Partikeln entstanden aus der Weiterentwicklung von Massenkraftabscheidern. So sind bei Wäschern, die mit Tropfenerzeugung arbeiten, die erzeugten Tropfen in der Regel deutlich größer als die abzuscheidenden Partikel und lassen sich am Apparateausgang vergleichsweise einfach mittels Tropfenabscheider abscheiden.
Die Staubabscheideleistung hängt im Wesentlichen von der eingesetzten Energie ab. Venturiwäscher weisen einen hohen Druckverlust auf, sind aber in der Lage, auch Partikel mit einem Durchmesser von 0,5 µm zu über 99 % abzuscheiden. Nachteilig ist bei der Staubabscheidung die Entstehung von Schlämmen, die aber aufbereitet werden können. Eine weitere die Staubabscheideleistung beeinflussende Größe ist die eingesetzte Menge Waschflüssigkeit. Diese lässt sich nicht beliebig verringern, da sonst ihre Eigenschaft als Newtonsches Fluid verloren geht und die Gaswäscher nicht mehr stabil arbeiten können.

## Anwendungsgebiete
Anwendungsgebiete von Gaswäschern sind unter anderem:
- Absorption von im Rauchgas enthaltenen Schwefeldioxid und Gewinnung von Schwefelsäure.[13]
- Abgasentschwefelung in der Seeschifffahrt.
- Abscheidung von Quecksilber aus Verbrennungsabgasen.[14]
- die Aminwäsche (Abtrennen von sauren Gasen, insbesondere Schwefelwasserstoff und Kohlendioxid, aus Erdgas und Biogas meistens durch Mono- und Diethanolamin als Waschmittel).
- In der Halbleitertechnologie müssen Abgase von Prozessanlagen gereinigt werden. Verschiedene hydrolisierbare Silane und korrosive Gase wie HCl oder Amine können mit einem Gaswäscher entfernt werden.[15]
- Oxidierende Gaswäsche von Klärgasen mit Wasserstoffperoxid.[16]

Gaswäscher weisen eine hohe Betriebssicherheit auf. Sie sind besonders geeignet, wenn Funkenflug, Feuer- und Explosionsgefahr zu befürchten sind. Nachteilig kann eine Aerosolbildung durch die Waschflüssigkeit sein.